# 小行星6049
小行星6049（英語：6049 Toda）是一颗围绕太阳公转的小行星。1991年11月2日，高橋篤史、渡邊和郎在北见发现了此天体。
这颗小行星的绝对星等为135.81416等。